# سيلفيو أرانغو
سيلفيو أرانغو (بالإسبانية: Silvio Arango)‏ هو لاعب كرة قدم كولومبي، ولد في 22 يونيو 1988. لعب مع نادي أوكاس.

## وصلات خارجية
- سيلفيو أرانغو على موقع قاعدة بيانات كرة القدم.إي يو (الإنجليزية)
- سيلفيو أرانغو على موقع Soccerway.com (الإنجليزية)